# 鐵路客車

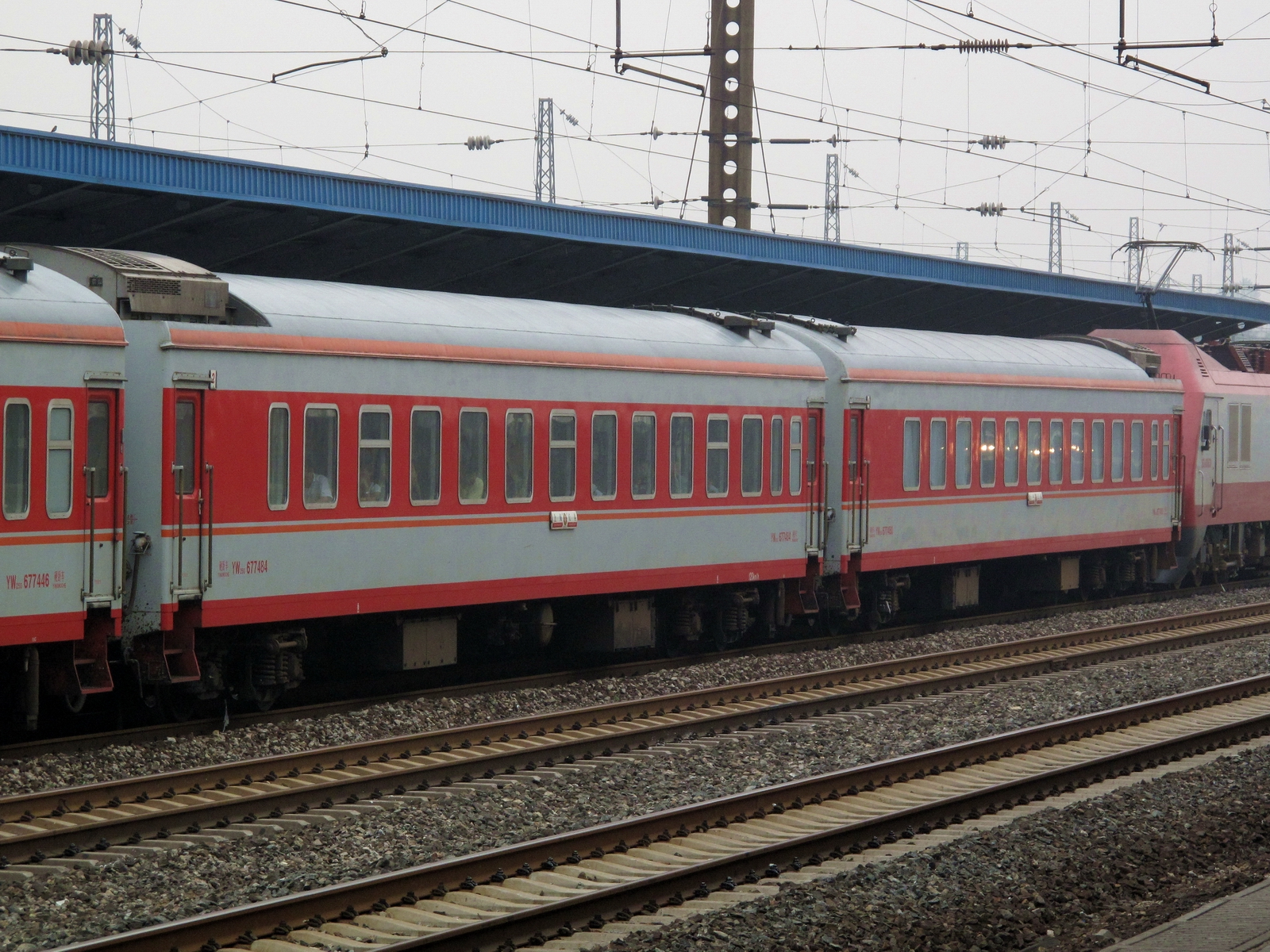
中国铁路25G型客车

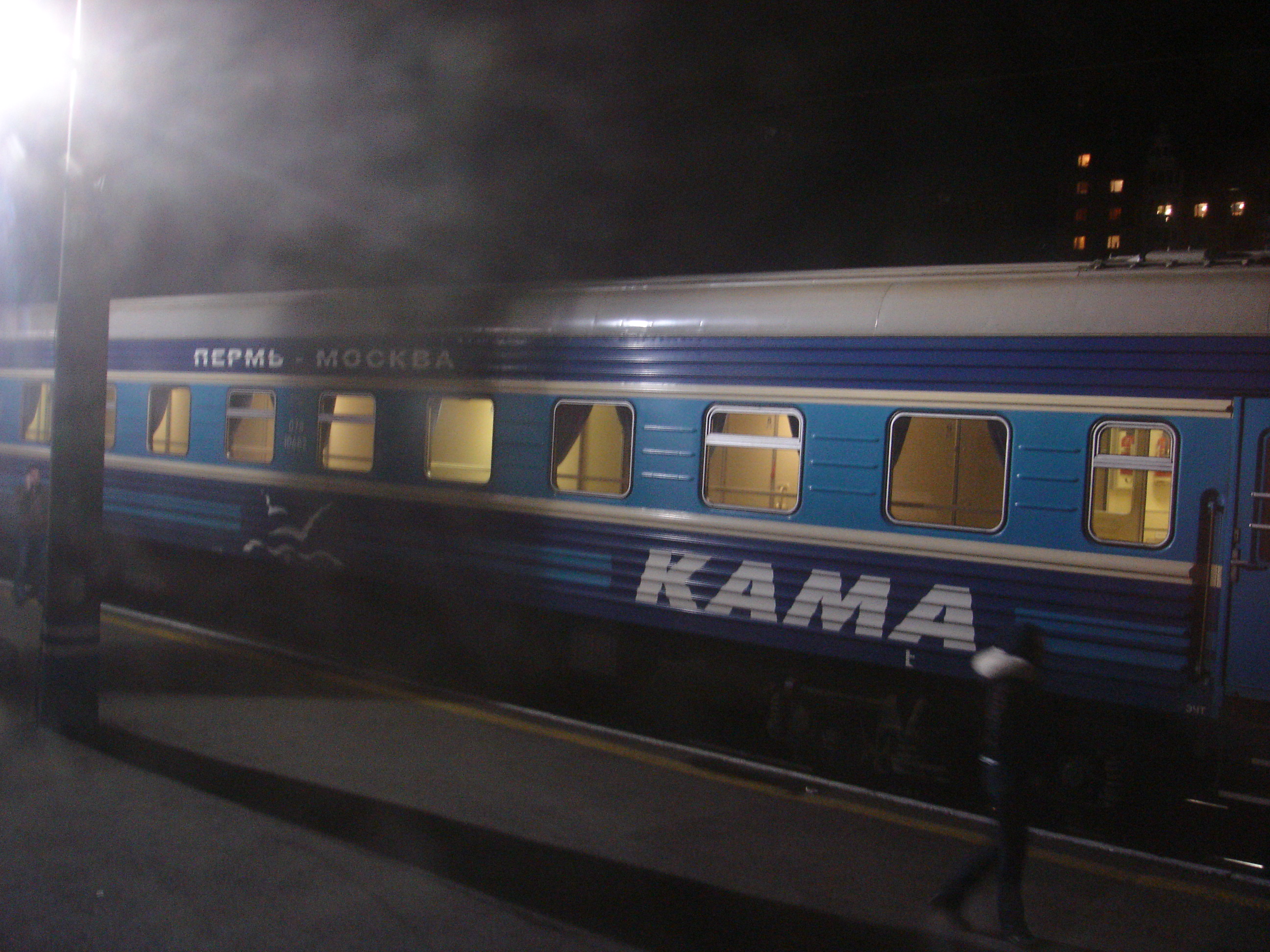
俄铁61-4179型客车

鐵路客車，泛指任何可供运载旅客的鐵路車輛，通常是指座車或臥車，而为旅客提供服务的车辆，如行李車、餐車、郵政車等有時也歸類為「客車」。
早期的铁路客车多不帶動力，鐵路列車是以機車去牽引的，直至动车组的出現，方有自帶動力的客車。